# Messier 94
Messier 94 = NGC 4736 ist eine Spiralgalaxie vom Hubble-Typ Sab im Sternbild Jagdhunde am Nordsternhimmel. Sie ist schätzungsweise 16 Millionen Lichtjahre von der Milchstraße entfernt und hat einen Durchmesser von etwa 60.000 Lichtjahren. 
Sie ist eine der hellsten Galaxien in der Canes-Venatici-I-Gruppe, einer Galaxiengruppe in der näheren Nachbarschaft der Lokalen Gruppe innerhalb des Virgo-Superhaufens.

Im selben Himmelsareal befinden sich u. a. die Galaxien IC 3795, IC 3808, IC 3835, IC 3842.

## Eigenschaften
Es handelt sich um eine LINER-Galaxie, eine Form von AGN-Galaxien, deren Kernregion schwach ionisiertes Gas enthält.
Die Galaxie enthält zwei Ringe, von denen der innere durch eine sehr hohe Sternbildungsrate gekennzeichnet ist, die wiederum durch den Ausstoß von Gas aus dem Zentrum hervorgerufen wird. M94 wird daher auch als Starburstgalaxie klassifiziert.

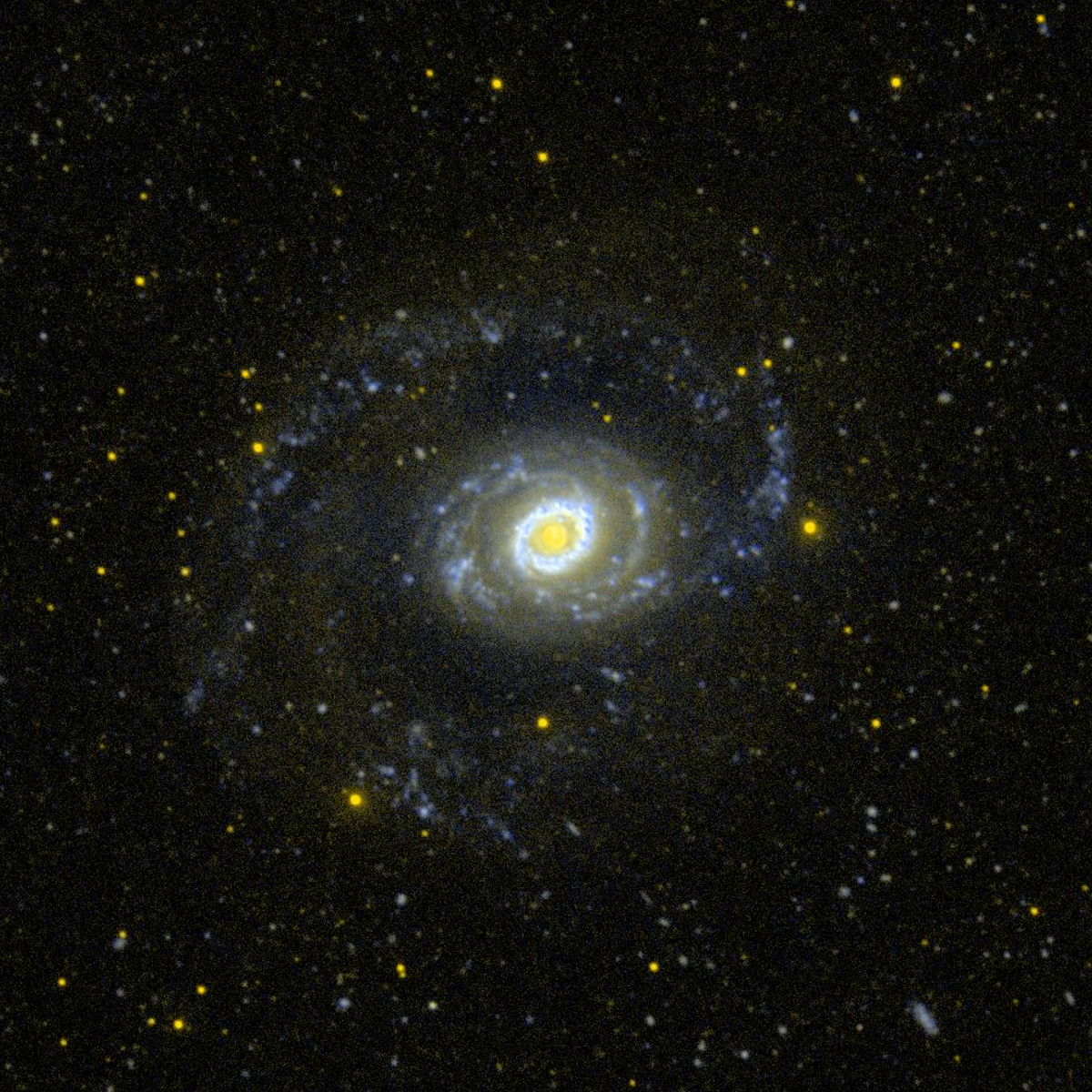
GALEX-Gesamtaufnahme im ultravioletten Spektralbereich von Messier 94
Infrarotaufnahme mittels des Spitzer-Weltraumteleskops
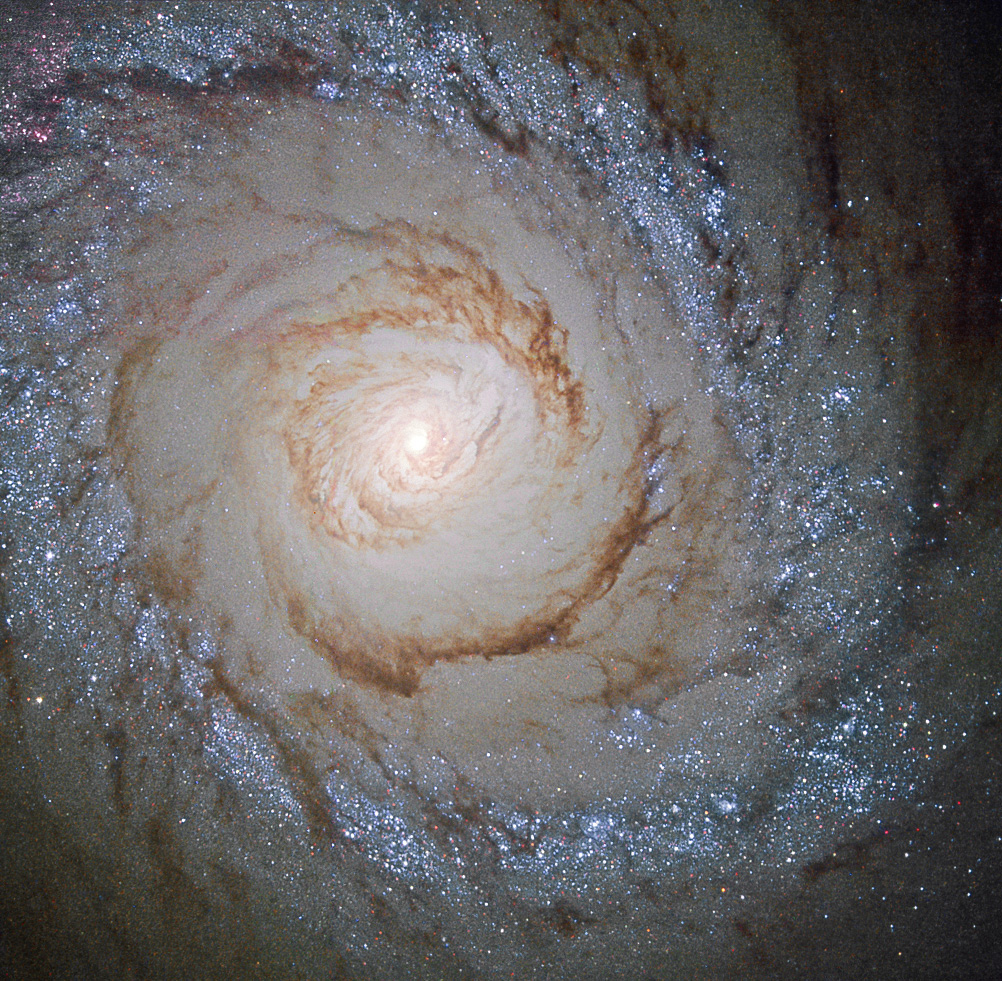
Aufnahme des Zentrums mit dem Hubble-Weltraumteleskop, zu erkennen ist der umgebende Ring mit der hohen Sternentstehungsrate
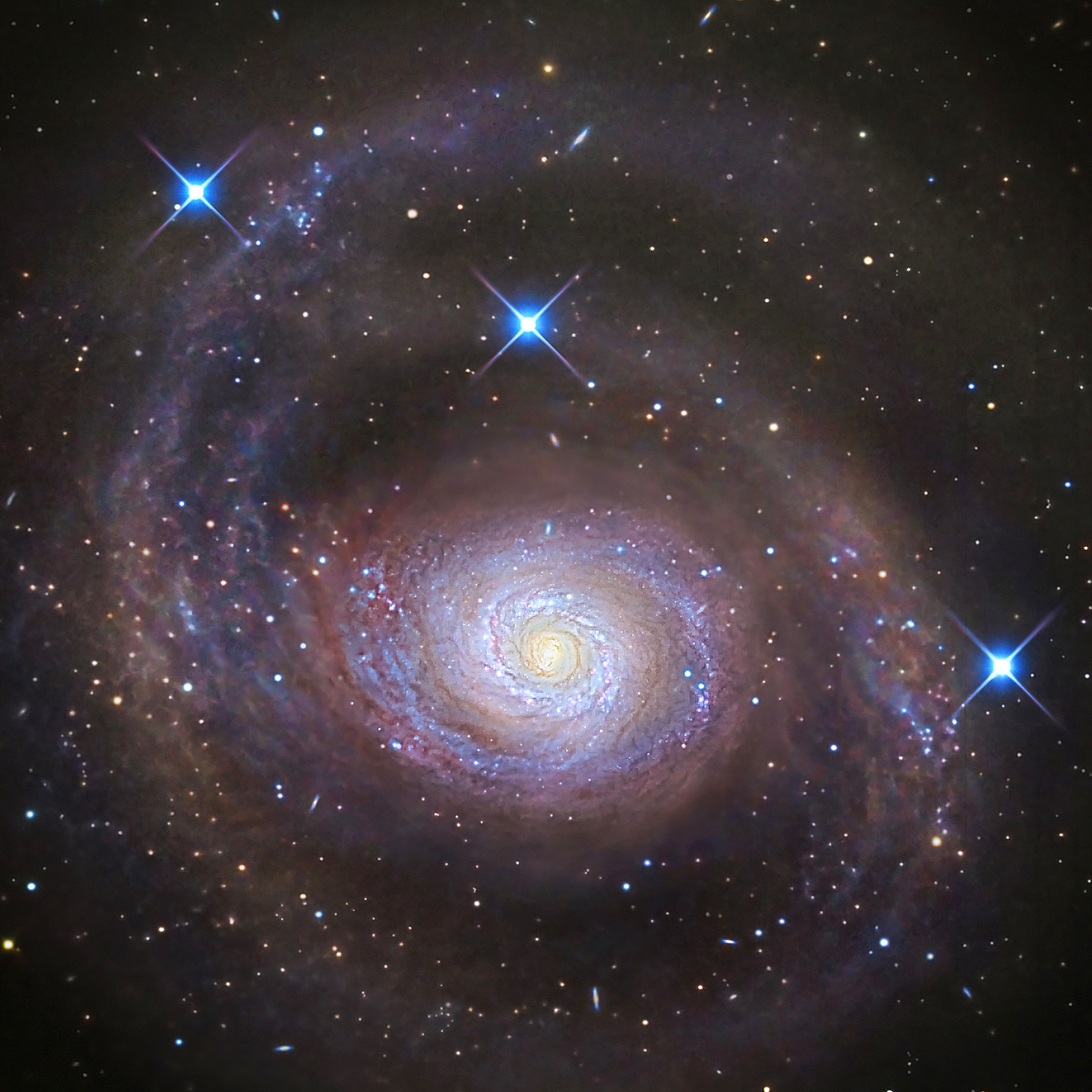
Überlagerung von Aufnahmen bei verschiedenen Wellenlängen

## Entdeckung
Das Objekt wurde am 22. März 1781 von dem französischen Astronomen Pierre Méchain entdeckt.